# Kałuszyn (gmina)
Pour les articles homonymes, voir Kałuszyn.
Kałuszyn est une gmina urbaine-rurale (gmina miejsko-wiejska) ou mixte de la powiat de Mińsk, dans la Voïvodie de Mazovie, dans le centre-est de la Pologne.
Son siège administratif (chef-lieu) est la ville de Kałuszyn, qui se situe environ 17 kilomètres à l'est de Mińsk Mazowiecki (siège de la powiat) et 56 kilomètres à l'est de Varsovie (capitale de la Pologne).
La gmina couvre une superficie de 94,52 km2 pour une population de 5 749 habitants en 2020.

## Histoire
De 1975 à 1998, la gmina est attachée administrativement à la voïvodie de Siedlce.

Depuis 1999, elle fait partie de la voïvodie de Mazovie.

## Géographie
Outre la ville de Kałuszyn, la gmina inclut les villages et localités de :

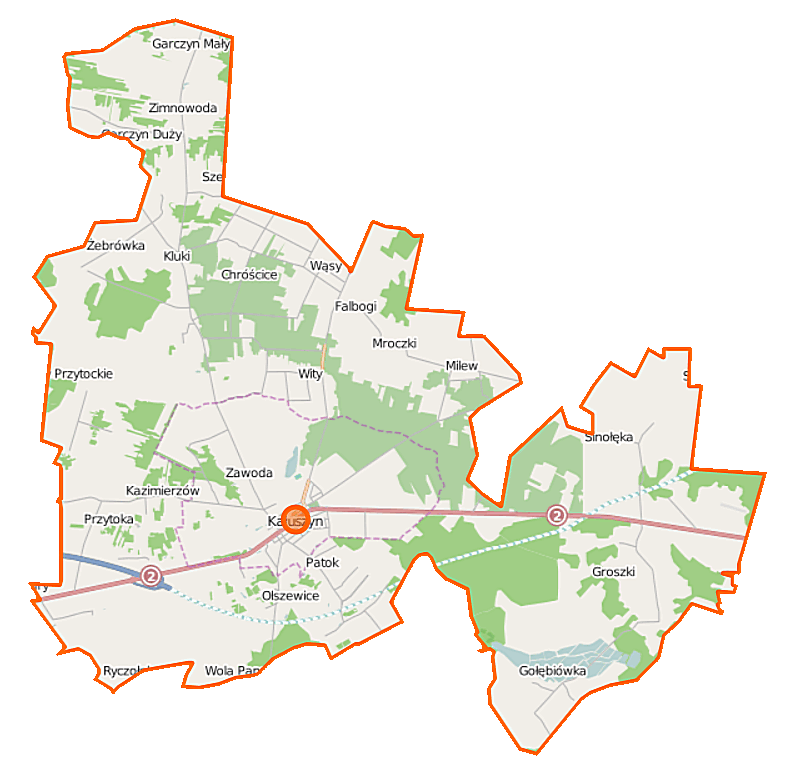
Plan de la gmina

- Abramy
- Budy Przytockie
- Chrościce
- Falbogi
- Garczyn Duży
- Garczyn Mały
- Gołębiówka
- Kazimierzów
- Kluki
- Leonów
- Marianka
- Marysin
- Milew
- Mroczki
- Nowe Groszki
- Olszewice
- Patok
- Piotrowina
- Przytoka
- Ryczołek
- Sinołęka
- Stare Groszki
- Szembory
- Szymony
- Wąsy
- Wity
- Wólka Kałuska
- Żebrówka
- Zimnowoda

### Gminy voisines
La gmina de Kałuszyn est voisine des gminy suivantes :
- Cegłów
- Dobre
- Grębków
- Jakubów
- Kotuń
- Mrozy
- Wierzbno

## Structure du terrain
D'après les données de 2002, la superficie de la commune de Kałuszyn est de 94,52 km2, répartis comme tel :
- terres agricoles : 59 %
- forêts : 23 %

La commune représente 8,12 % de la superficie du powiat.

## Démographie
Données du 30 juin 2004 :
| Description        | Total  | Total | Femmes | Femmes | Hommes | Hommes |
| ------------------ | ------ | ----- | ------ | ------ | ------ | ------ |
| Unité              | Nombre | %     | Nombre | %      | Nombre | %      |
| Population         | 6 182  | 100   | 3 104  | 50,2   | 3 078  | 49,8   |
| Densité (hab./km²) | 65,4   | 65,4  | 32,8   | 32,8   | 32,6   | 32,6   |